# Message
Message je EP slovensko-hrvaške elektronske skupine Borghesia, ki je izšel leta 1990 pri založbi Play It Again Sam Records.

## Seznam pesmi
Vso glasbo in vsa besedila je napisala Borghesia.
| Št. | Naslov                         | Dolžina |
| --- | ------------------------------ | ------- |
| 1.  | „Message‟ (Act Up Mix)         | 5:10    |
| 2.  | „Young Prisoners‟              | 4:51    |
| 3.  | „Message‟ (Medialink Mix)      | 4:53    |
| 4.  | „Rumours‟ (After Midnight Mix) | 4:18    |

## Zasedba
Borghesia
- Aldo Ivančić — snemanje, producent, miks, oblikovanje, fotografija
- Dario Seraval — snemanje, producent, miks, oblikovanje, fotografija

Dodatni glasbeniki
- Blaž Grm — činele (2)
- Iztok Vidmar — bas kitara (2)
- Borut Kržišnik — kitara (1–3)
- Lado Jakša — saksofon (4)

Tehnično osebje
- Vatroslav Mlinar — inženir